# Pierre Nihant
Pierre Nihant est un ancien coureur cycliste belge, né le 5 avril 1925 à Trembleur et mort le 12 janvier 1993 à Blegny.

## Biographie
Professionnel de 1950 à 1953, il remporte la médaille d'argent aux JO de 1948 à Londres dans l'épreuve du kilomètre sur piste. Son autre fait d'armes est un titre de champion de Belgique sur piste en 1950. 

## Palmarès

### Jeux olympiques
- Londres 1948
  -  Médaillé d'argent su kilomètre

### Championnats de Belgique
- Champion de Belgique de vitesse indépendants : 1950